# Anna-Lisa Öst
Anna Lovisa "Anna-Lisa" Öst, ogift Wikström, född 8 oktober 1889 i Vilhelmina församling, död 27 april 1974 i Hedemora, var en svensk sångerska, frälsningssoldat 1908–1911 och 1924–1974 samt officer i Frälsningsarmén 1912–1924. Hon var känd som Lapp-Lisa och är den senare av de två sångerskor som framträtt under detta namn. Den första var Lisa Thomasson. Anna-Lisa Öst är känd för sången "Barnatro".

## Biografi
Anna-Lisa Öst föddes 1889 som yngst av sex syskon i byn Mark som är belägen 35 kilometer nordväst om tätorten Vilhelmina i Lappland. Fadern, Olof Jönsson Vikström, var nybyggare och kronoarrendator på ett litet torp, och familjen levde under knappa omständigheter. Det var långt till närmaste samhälle och skolgången begränsades till några få veckor i en ambulerande skola. Modern Tekla Salomonsson, ”Spel-Tekla”, var musikalisk. Hon fungerade som byns ”klockare” på de andakter som hölls varje söndag i någon av byns fem gårdar. Hon ledde sången, sjöng psalmer och läsarsånger och tog till sin hjälp ”spelstocken”, ett psalmodikon som användes vid husandakter.
Som barn var hon nära att drunkna 1904 under en båtfärd och lovade då Gud att ge sitt liv åt honom;  1908 tog hon steget och blev frälst. År 1911 började hennes utbildning till officer i Frälsningsarméns krigsskola i Stockholm och hon verkade sedan som frälsningsofficer i tolv år. Trots hennes ganska korta skolgång i barndomen klarade hon utbildningen och blev stationerad i Tierp. Efter några förflyttningar befordrades hon som löjtnant till Hedemorakåren.
År 1924 gifte sig Anna-Lisa Öst med sitt livs kärlek frälsningssoldaten och lantbrevbäraren Johan "Jonte" Öst i Hedemora i Dalarna. Detta innebar att Anna-Lisa Öst, enligt Frälsningsarméns regler, fick ta avsked som frälsningsofficer. I äktenskapet föddes dottern Siv Öst (1935–1976), gift Blomberg, som senare ofta sjöng duett med modern. År 1927 tog paret adoptivdottern Gun (1923–2019), gift Frohm. Johan Öst avled 9 mars 1952. 
Även efter giftermålet fortsatte Öst att resa runt i Sverige och övriga Norden. Under den perioden sjöng hon och höll möten, och hon framförde andliga sånger till gitarr. Även i USA var hon en återkommande gäst. Hennes repertoar omfattade närmare 800 sånger. 
Lapp-Lisas första skivinspelning gjordes 1929 (eller 1931) när Svenska Journalen lanserade skivmärket Tal och ton. När Tal och ton upphörde 1934 gjorde hon under närmare tjugo år sina inspelningar på Sonora-ägda skivmärket Sonata. Under 1940-talets senare år fick Lapp-Lisa en egen etikett med sitt porträtt på. På 1950-talet inledde hon ett samarbete med Cupol. Under sin livstid gjorde hon 450 grammofoninspelningar och många framträdanden i radio samt TV, bland annat 2 januari 1963 hos Lennart Hyland i TV-programmet Hylands hörna. 
Med sången "Barnatro" blev Öst känd i två världsdelar , och hennes grammofoninspelning av sången såldes i mer än 100 000 exemplar. 
Frälsningsarméns bönekåta i Fatmomakke är Lapp-Lisas gåva till bygden. Kåtan byggdes 1946 och bekostades av henne. Vid Lapp-Lisas begravning 1974 kom fyra små buketter med blåviol från Stockholms musikklasser; "Till vår tant Barnatro" stod det i hälsningen. 
Anna-Lisa Östs grav finns på Norra Kyrkogården i Hedemora. I hembyn Mark öppnades 2001 ett museum över hennes gärning och invigdes en staty. Såväl utställningen som statyn flyttades 2013 in till centrala Vilhelmina. 
Prästen och psalmkompositören Lars Åke Lundberg var som barn sommarbarn hos Lapp-Lisa.

### Sånger (urval)

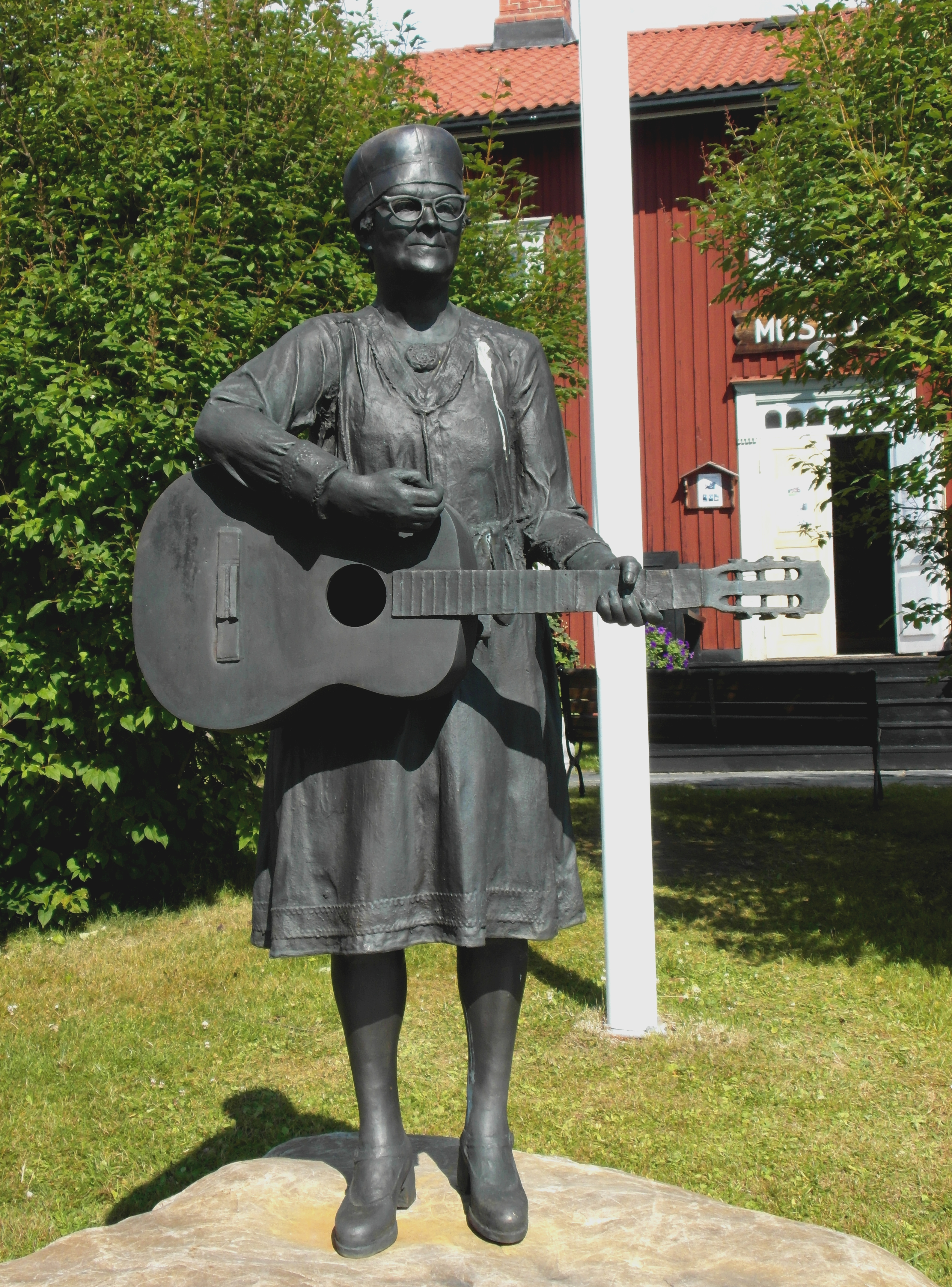
Lapp-Lisa står staty i Vilhelmina sedan 2013, men statyn invigdes redan 2001 i hembyn Mark. Konstnär: Jörgen Nilsson.

## Verklista

### Sånger (urval)[3][4]
- "Barnatro"
- "Guldgrävarsången"
- "I en sal på barnsjukhuset”
- "Lappflickan"

Sångtexter
- "Fröken, giv mig himlens nummer"
- "Guldgrävarsången"
- "O sällhet stor"
- "Tänk, en sådan vän som Jesus"